# Valmore Rodríguez
Valmore Rodríguez (Municipio Mauroa, Venezuela, 11 de abril de 1900 - Quilpué, Chile, 10 de julio de 1955) fue un periodista político y dirigente sindical venezolano. Fue dos veces ministro de Relaciones Interiores entre 1945 y 1946 y de Comunicaciones entre 1946 y 1947, durante la Junta Revolucionaria de Gobierno presidida por Rómulo Betancourt, y también senador de Venezuela en 1948.

## Biografía
Desde muy joven vivió en el estado Zulia, región en la que residió por muchos años. Al no tener acceso a una educación formal, obtuvo los conocimientos de una manera autodidacta, lo que no le impidió destacar en labores de tipo intelectual. En este sentido, en Maracaibo formó parte del grupo literario Seremos (1924) y dirigió el periódico El Nivel, vocero de dicho grupo fundado en 1928. 

## Vida política
Con motivo de los sucesos de la Semana del Estudiante, ocurridos en ese año, dicho periódico no sólo mostró sus simpatías con dicho movimiento, sino que asumió una posición crítica respecto a algunos problemas sociales presentes durante la dictadura de Juan Vicente Gómez, lo que motivó que el Gobierno regional clausurara el periódico y enviara preso a Rodríguez al Castillo de San Carlos de la Barra hasta 1933.

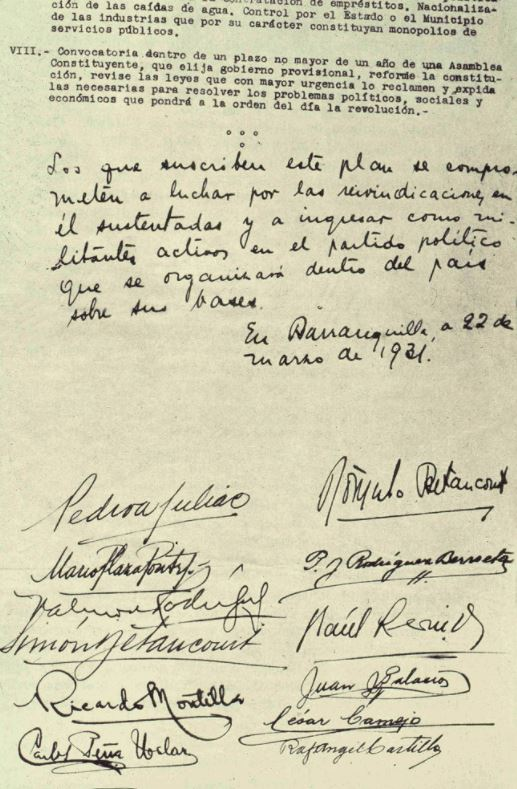
Plan de Barranquilla.

Luego de ser liberado se marchó a Curazao y de allí a Colombia. En Barranquilla, fue uno de los firmantes del Plan de Barranquilla y uno de los fundadores de la Agrupación Revolucionaria de Izquierda en 1931. En 1934, ingresó clandestinamente a Venezuela y participó en la organización de los primeros sindicatos petroleros. En 1936, la Corte Federal y de Casación anuló su elección como diputado suplente al Congreso Nacional por el estado Zulia, aduciendo que era comunista, lo que estaba prohibido por el inciso V de la Constitución Nacional de la época. Fundador del Bloque Nacional Democrático en 1936, fue expulsado del país en marzo de 1937, al ser ilegalizado dicho partido, al igual que muchos otros. 
En su segundo exilio vivió en México y Colombia, desde donde atravesó clandestinamente la frontera hacia su país. De nuevo en Venezuela se radicó primero en Carora y luego en Maracaibo, reiniciando sus actividades políticas en la sección zuliana del Partido Democrático Nacional en 1938, bajo el seudónimo de «Abigail». Al ser expulsado Rómulo Betancourt, se convirtió en Secretario General Nacional del PDN. En 1941 formó parte del grupo de fundadores de Acción Democrática, asumiendo la dirección de lo que fue su principal órgano de divulgación, El País de Caracas.

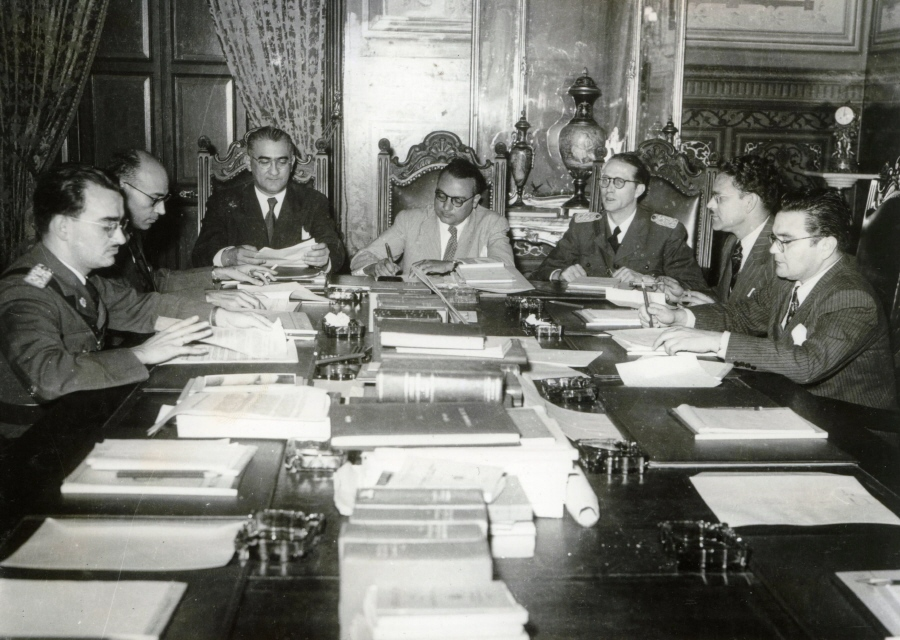
De izquierda a derecha: Mario Ricardo Vargas, Raúl Leoni, Valmore Rodríguez, Rómulo Betancourt, Carlos Delgado Chalbaud, Edmundo Fernández Marquis y Gonzalo Barrios en 1945.

En la Junta de Gobierno surgida tras el derrocamiento de Isaías Medina Angarita el 18 de octubre de 1945, desempeñó los cargos de ministro de Relaciones Interiores y de Comunicaciones. En 1948 fue elegido senador por el estado Falcón al Congreso Nacional, institución de la que luego fue presidente. Al ser derrocado el gobierno de Rómulo Gallegos, el 24 de noviembre de 1948, Valmore Rodríguez, en su carácter de presidente del Congreso Nacional, intentó asumir la presidencia de la República y designó un gabinete ejecutivo de emergencia en la ciudad de Maracay, hecho que fue impedido por los militares golpistas encarcelado en la Cárcel Modelo de Caracas.
Hecho prisionero, el presidente cubano Carlos Prío Socarrás le pidió a la junta militar de gobierno de Venezuela su liberación como gesto de buena voluntad, a lo que Carlos Delgado Chalbaud se negó, acusando a Valmore querer cruzar la frontera con los fondos del Senado al momento de su captura. Tiempo después Valmore Rodríguez fue expulsado a Colombia y seguidamente viaja a los Estado Unidos, en la ciudad de Nueva York, trabajó en la revista «Selecciones» del Reader's Digest, pasando luego a Chile, con el mismo cargo.
Su libro Bayonetas sobre Venezuela, escrito y publicado en el extranjero (1949), analiza de una manera crítica el llamado «Trienio Adeco» (1945-1948), a la vez que destaca el significado de la revolución de octubre de 1945 en la evolución histórica de Venezuela durante el siglo XX.
A consecuencia de una vieja afección cardiaca fallece en Quilpué, Chile, el 10 de julio de 1955. En julio de 1959, sus restos fueron trasladados a Caracas e inhumados en el Cementerio General del Sur. En 1988, se nombra la Comisión del Congreso de la República de Venezuela para compilar las obras completas de Valmore Rodríguez, saliendo a la luz pública los dos primeros volúmenes, bajo el título de «Escritos de Época», de los siete que se habían proyectado.